# Chester Cheetah: Too Cool to Fool
| Críticas profissionais | Críticas profissionais |
| Avaliações da crítica  | Avaliações da crítica  |
| Fonte                  | Avaliação              |
| ---------------------- | ---------------------- |
| GameRankings           | (6.7/10)               |

Chester Cheetah: Too Cool to Fool é um jogo de video-game, dos consoles Super Nintendo e Sega Mega Drive, que tem como personagem o Chester Cheetah. Em 1993, o jogo ganhou uma continuação, para os mesmos consoles, chamado Chester Cheetah: Wild Wild Quest.
A empresa produtora dos dois jogos é a Kaneko.

## História
Chester Cheetah deixa sua moto estacionada enquanto está tirando uma soneca em um parque. Um policial e seu cachorro roubam as peças da moto e saem correndo. Seu objetivo é ajudar Chester a recuperar as peças da sua moto.

## Armas
- Óculos Escuros: Assim que se pega este item a tela fica um pouco mais escura e assim possibilitando a visão tanto dos salgadinhos quanto das marcas registradas escondidas.
- Guitarra: Quando se pega este item, Chester começa a dar um verdadeiro show de rock, assim quando um inimigo chegar perto é mandado para longe.
- Tênis: Ele permite Chester correr mais rápido e saltar longas distancias.
- Skate: Pegando este item libera uma fase bônus que lhe da mais pontos e algumas vidas extras.
- Peças da moto: Cada fase (excluindo os bônus e a última) possui uma peça da moto de Chester, você precisa pegar ela antes de sair da fase.